# Prison de Kilmainham
 (mai 2022).
Si vous disposez d'ouvrages ou d'articles de référence ou si vous connaissez des sites web de qualité traitant du thème abordé ici, merci de compléter l'article en donnant les références utiles à sa vérifiabilité et en les liant à la section « Notes et références ».
Príosún Chill Mhaighneann • Kilmainham Gaol

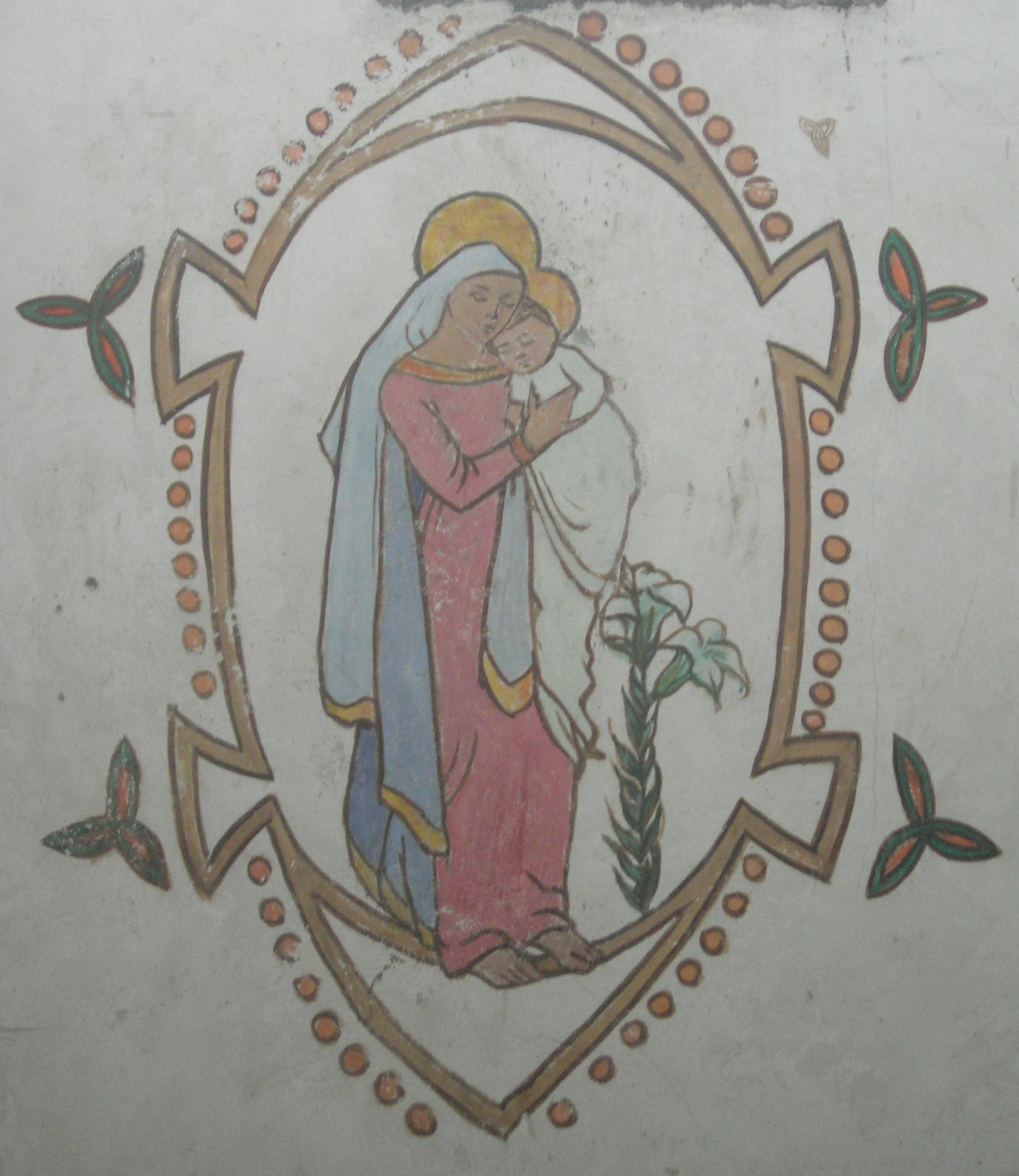
Vierge à l'Enfant peinte par Grace Gifford Plunkett sur le mur de sa cellule.

La prison de Kilmainham (en irlandais : Príosún Chill Mhaighneann, en anglais : Kilmainham Gaol) est une ancienne prison irlandaise, bâtie sur le modèle du panoptique et située dans le quartier de Kilmainham (Cill Mhaighneann) à Dublin (Baile Átha Cliatha), en Irlande. La prison a notamment servi à enfermer des nationalistes et révolutionnaires irlandais, dont les chefs de l'Insurrection de Pâques 1916 avant leurs exécutions. Elle est à présent devenue un musée et a également servi de décor dans le cadre du tournage d'un certain nombre de films. 

## Histoire

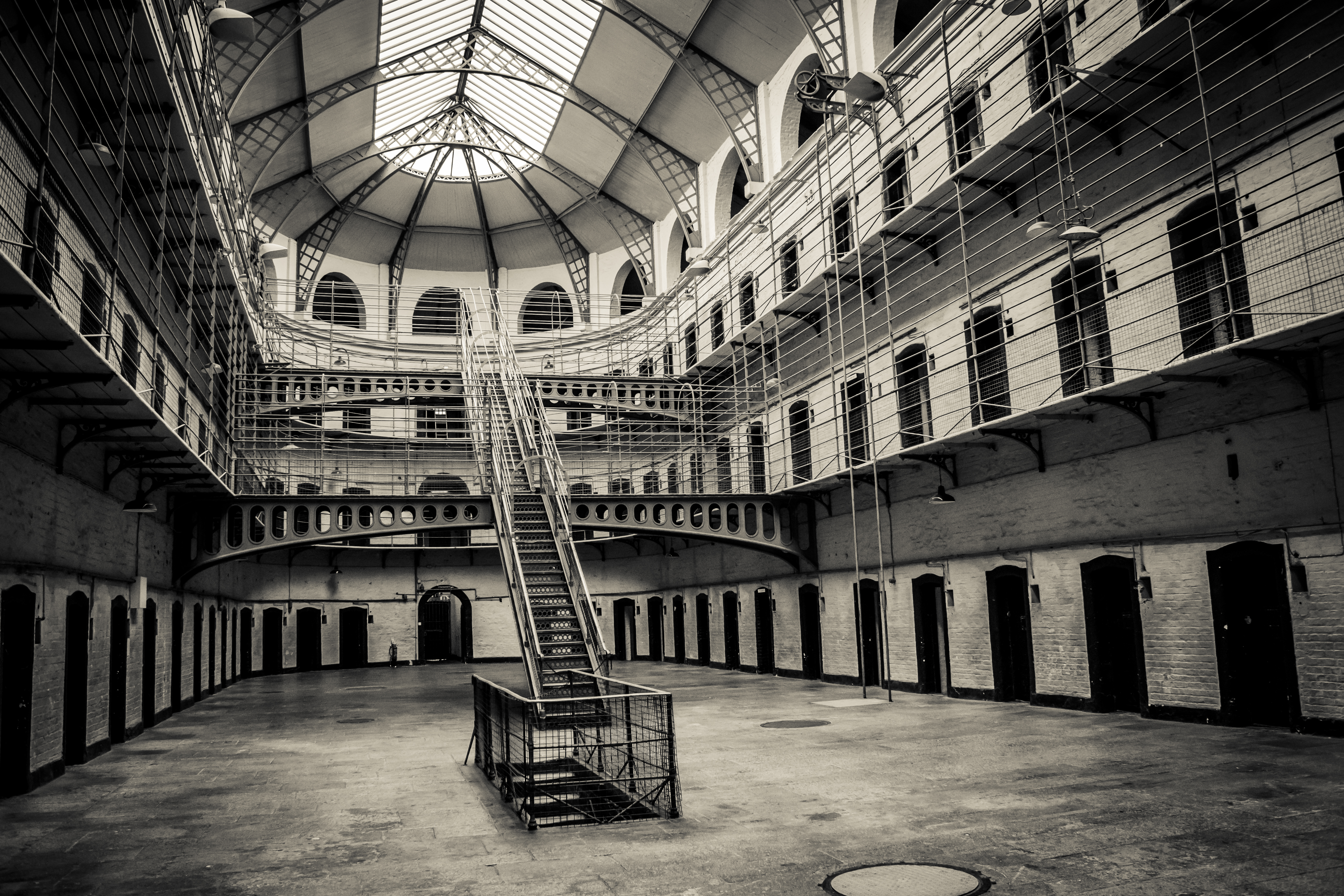
Intérieur de la prison. Mai 2016.

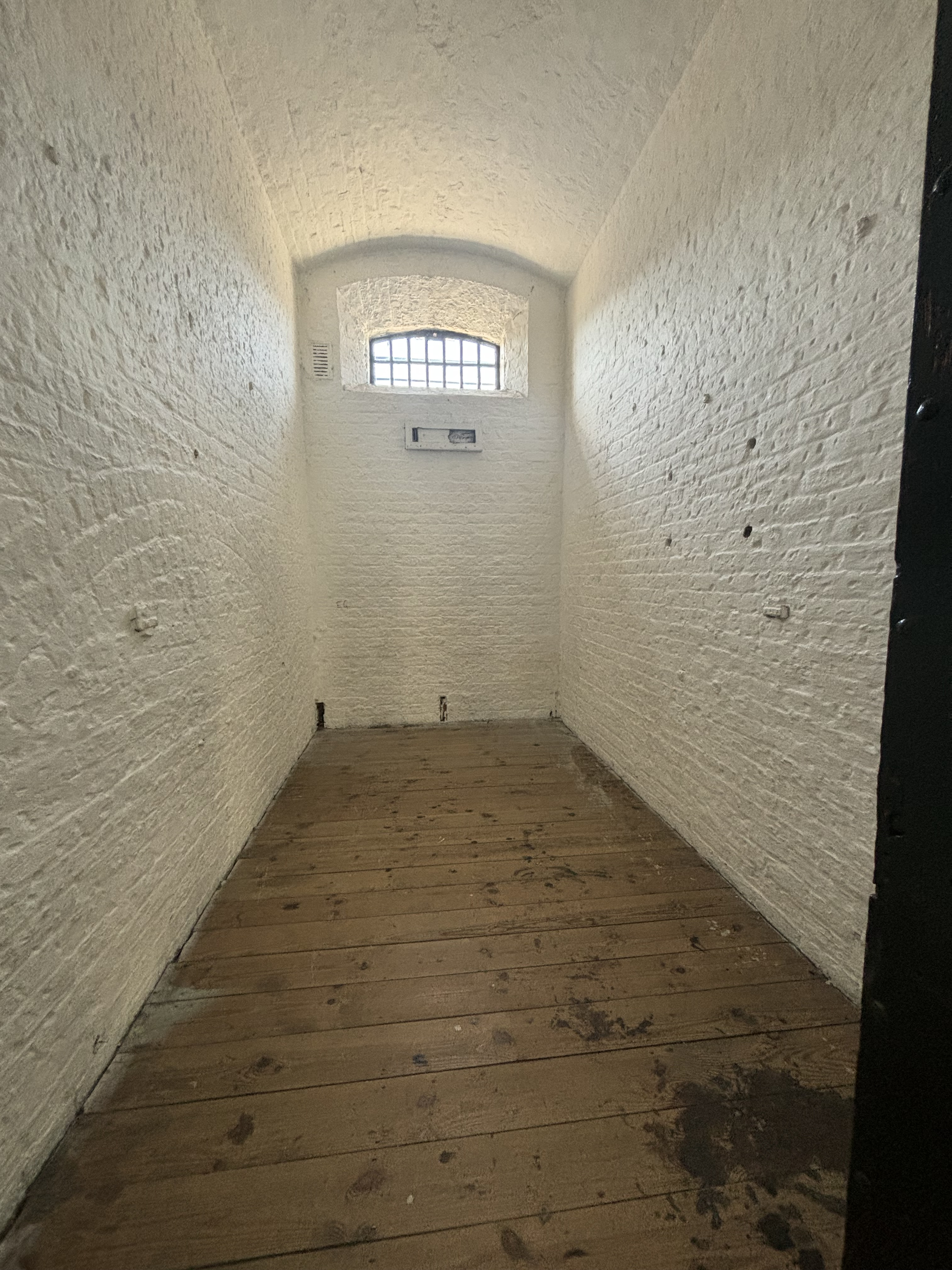
Intérieur de l'une des cellules de la prison. Mai 2025.

Lorsqu'elle entre en activité, en 1796, elle est appelée « Nouvelle prison », pour la différencier de l'ancienne — située à proximité, dans un donjon — qu'elle devait remplacer. Au cours des 128 ans où elle a servi, la prison de Kilmainham a tenu une place importante dans l'histoire de l'Irlande. Y ont été détenus non seulement des prisonniers de droit commun, hommes, femmes et enfants, mais aussi des prisonniers politiques.
Bien qu'elle ait été moderne pour son époque, la partie la plus ancienne de la prison, dite aile ouest, est restée pendant ses cinquante premières années d'activité dépourvue de vitres aux fenêtres et de lumière. Lieu de détention, c'est aussi un lieu d'exécution de la peine capitale et de déportation vers l'Australie. La dernière exécution publique par pendaison a lieu en 1865 et quelque 4 000 prisonniers y ont transité avant leur déportation au cours de la première moitié du XIXe siècle.
La Grande Famine de 1845-1851 a conduit au surpeuplement de la prison, tant en raison de la recrudescence des vols de nourriture que parce que les détenus étaient nourris et qu'il était donc moins probable de mourir de faim en prison. C'est pourquoi, en 1861, la construction d'une nouvelle aile est décidée (dite « aile victorienne » ou « aile est »). Ouvert en 1864, ce nouveau bâtiment comprend 96 cellules réparties sur trois niveaux, chacune dotée d’une fenêtre.
Beaucoup de chefs de la rébellion irlandaise y ont été emprisonnés, et certains y ont même été exécutés. C'est notamment le cas des chefs des rébellions de 1798, 1803, 1848, 1867 puis de l'insurrection de Pâques 1916. Parmi ces derniers, 14 ont été fusillés entre le 3 et le 12 mai 1916, dont les principaux chefs de file du mouvement, Patrick Pearse, James Connolly et Joseph Plunkett. D'autres y ont été emprisonnés pendant la Guerre d’Indépendance (1919-1921) ainsi que pendant la guerre civile (1922-1923) : les quatre premières exécutions de prisonniers politiques Républicains par l'État libre d'Irlande ont eu lieu dans la cour de la prison. 
La prison a été désaffectée en 1924, à la fin de la guerre, par l'État libre d'Irlande. Le dernier prisonnier à quitter la prison est Éamon de Valera, futur président d'Irlande. Abandonnée durant de longues années, la prison a été restaurée à partir des années 1966 par un comité de bénévoles pour devenir, trente ans plus tard, un musée de l'histoire du nationalisme irlandais dans lequel des visites guidées sont organisées.

## Films et séries tournés dans la prison
- L'or se barre (The Italian Job), film anglais de 1969 de Peter Collinson ;
- Au nom du père (In the Name of the Father), film irlando-britannique de 1993 de Jim Sheridan ;
- Michael Collins, film américano-britanno-irlandais de 1996 de Neil Jordan ;
- Le vent se lève (The Wind That Shakes the Barley), film irlandais de 2006 de Ken Loach ;
- Ultime Évasion (The Escapist), film britannico-irlandais de 2008 réalisé par Rupert Wyatt ;
- Le dernier épisode de la saison 4 de Nick Cutter et les Portes du temps, série télévisée britannique ;
- Le deuxième épisode de la saison 1 de Ripper Street, série télévisée britannique de la BBC ;
- En avril 1982, Meiert Avis (en) tourne le clip de la chanson de U2 A Celebration dans et autour de la prison de Kilmainham.
- Le treizième épisode de la saison 3 de Into the Badlands, série télévisée américaine sur AMC ;

## Célèbres prisonniers incarcérés
- Henry Joy McCracken, 1796
- Theobald Wolfe Tone, 1798
- James Bartholomew Blackwell, 1799
- Robert Emmet, 1803
- Anne Devlin, 1803
- Michael Dwyer, 1803
- William Smith O'Brien, 1848
- Thomas Francis Meagher, 1848
- Jeremiah O'Donovan Rossa, 1867
- Charles Stewart Parnell, 1881
- Michael Davitt
- Romain Lalanne 1911
- James Connolly, 1916
- Seán Heuston, 1916
- John MacBride, 1916
- Comtesse Markievicz, 1916
- Patrick Pearse, 1916
- Éamon de Valera, 1916
- Michael Collins, 1916
- Joseph Mary Plunkett, 1916
- Nellie Gifford, 1916
- Grace Gifford Plunkett, 1923